# Herrarnas förföljelse i bancykling vid olympiska sommarspelen 1980
Herrarnas individuella förföljelse i bancykling vid olympiska sommarspelen 1980 ägde rum söndagen den 22-24 juli 1980 i Moskva.

## Medaljörer
| Event                 | Guld                    | Silver             | Brons                    |
| Herrarnas förföljelse | Robert Dill-Bundi (SUI) | Alain Bondue (FRA) | Hans-Henrik Ørsted (DEN) |

## Resultat

### Elimineringsrunda
| Placering | Cyklist                        | Tid     |
| --------- | ------------------------------ | ------- |
| 1         | Harald Wolf (GDR)              | 4:39,96 |
| 2         | Hans-Henrik Ørsted (DEN)       | 4:39,98 |
| 3         | Alain Bondue (FRA)             | 4:40,08 |
| 4         | Robert Dill-Bundi (SUI)        | 4:40,71 |
| 5         | Vladimir Osokin (URS)          | 4:41,51 |
| 6         | Pierangelo Bincoletto (ITA)    | 4:43,65 |
| 7         | Sean Yates (GBR)               | 4:44,69 |
| 8         | Martin Penc (TCH)              | 4:48,15 |
| 9         | Kelvin Poole (AUS)             | 4:49,71 |
| 10        | Joseph Smeets (BEL)            | 4:49,48 |
| 11        | Sixten Wackström (FIN)         | 4:50,17 |
| 12        | Zbigniew Woznicki (POL)        | 4:53,53 |
| 13        | Antonio Karlos Silvestre (BRA) | 4:54,52 |
| 14        | John Jarrin (ECU)              | 5:14,64 |

### Kvartsfinaler
| Heat | Placering | Cyklist               | Land            | Tid     | Kvalificering |
| ---- | --------- | --------------------- | --------------- | ------- | ------------- |
| 1    | 1         | Robert Dill-Bundi     | Schweiz         | 4:34,92 | Q             |
| 1    | 2         | Vladimir Osokin       | Sovjetunionen   | 4:38,17 |               |
| 2    | 1         | Alain Bondue          | Frankrike       | 4:36,27 | Q             |
| 2    | 2         | Pierangelo Bincoletto | Italien         | 4:43,84 |               |
| 3    | 1         | Hans-Henrik Ørsted    | Danmark         | 4:38,42 | Q             |
| 3    | 2         | Sean Yates            | Storbritannien  | 4:41,39 |               |
| 4    | 1         | Harald Wolf           | Östtyskland     | 4:37,18 | Q             |
| 4    | 2         | Martin Penc           | Tjeckoslovakien | 4:47,87 |               |

### Semifinaler
| Heat | Placering | Cyklist            | Land        | Tid     | Kvalificering |
| ---- | --------- | ------------------ | ----------- | ------- | ------------- |
| 1    | 1         | Alain Bondue       | Frankrike   | 4:36,23 | Q             |
| 1    | 2         | Harald Wolf        | Östtyskland | 4:40,10 |               |
| 2    | 1         | Robert Dill-Bundi  | Schweiz     | 4:32,29 | Q             |
| 2    | 2         | Hans-Henrik Ørsted | Danmark     | 4:36,85 |               |

### Finaler
| Heat        | Placering | Cyklist            | Land        | Tid     | Placering |
| ----------- | --------- | ------------------ | ----------- | ------- | --------- |
| Brons- lopp | 1         | Hans-Henrik Ørsted | Danmark     | 4:36,54 | 3         |
| Brons- lopp | 2         | Harald Wolf        | Östtyskland | 4:37,38 | 4         |
| Final       | 1         | Robert Dill-Bundi  | Schweiz     | 4:35,66 | 1         |
| Final       | 2         | Alain Bondue       | Frankrike   | 4:42,96 | 2         |